# Afrindella philippensis
Afrindella philippensis är en mossdjursart som först beskrevs av Kraepelin 1914.  Afrindella philippensis ingår i släktet Afrindella och familjen Pectinatellidae. Inga underarter finns listade i Catalogue of Life.